# Bausèla
Bausèla (francès Beauzelle) és un municipi occità del Llenguadoc, situat en el departament de l'Alta Garona, a la regió d'Occitània.